# 王玖

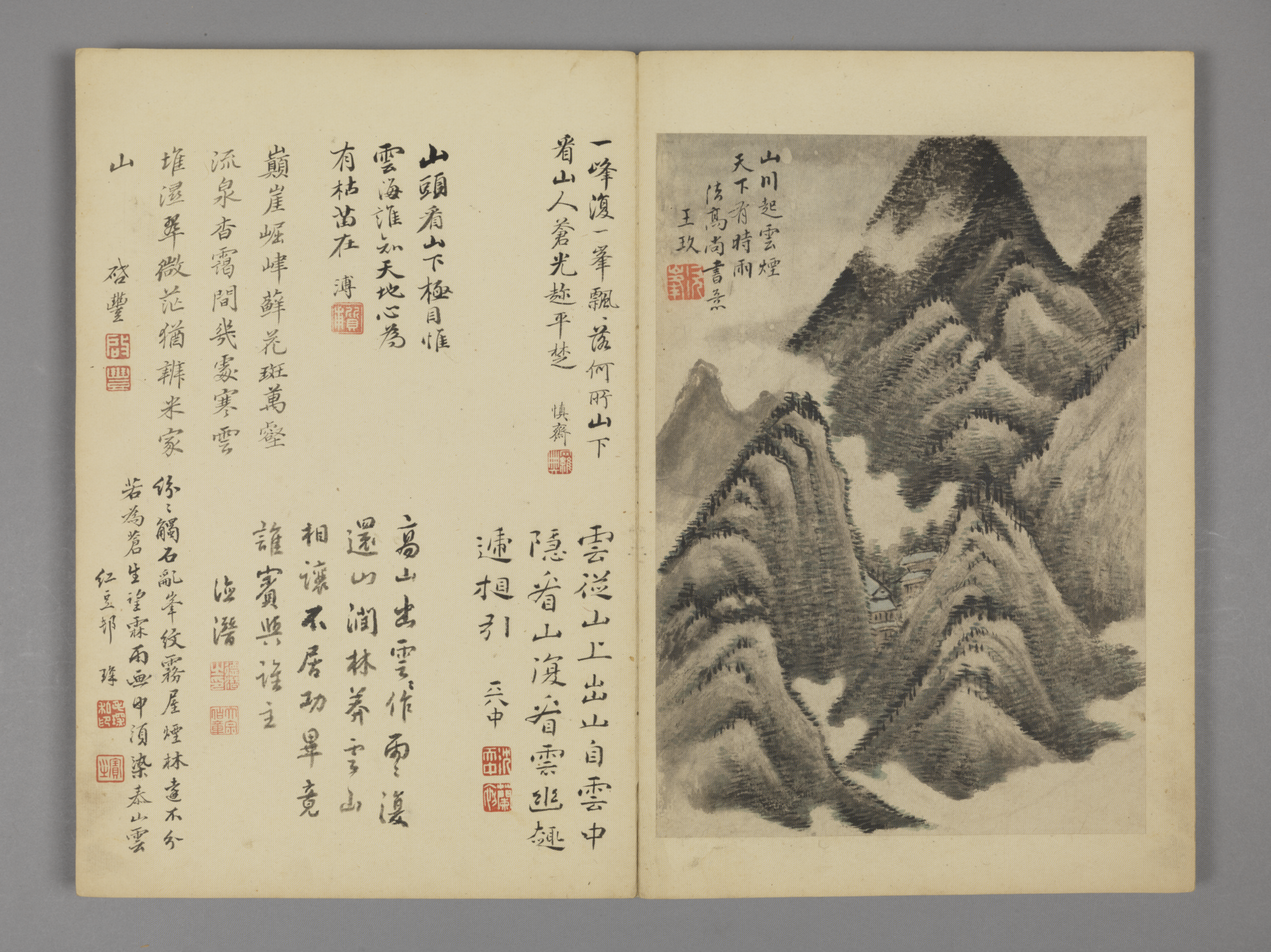
王玖《仿元人山水冊》（北京故宫博物院藏）

王玖（1745年—1798年），字次峰，號二痴，又號逸泉主人、海隅山樵，蘇州府常熟縣人，清代畫家。王玖出身於繪畫世家，清代四王王翬曾孫，“小四王”之一，畫室名曰“逸泉山房”。兩子王廷元、王廷周均為“後四王”之一。
山水遠承家學，意氣傲岸，自負為畫世家。少嘗遊黃鼎門，親受秘法。已而遍臨古蹟，益深造。其仿米友仁墨戲，峰巒石骨，苔點層疊，略為變通，惟林木串插，陂陀位置，仍不脫乃祖規制。王翬一派，學者每失之甜，然而王玖善長用枯筆，又嘗作修篁拳石小品，深得惲壽平疏峭之致。偶然仿沈周古檜，筆力圓健可與後四王王三錫之松稱雙絕。有《仿元人山水冊》、《松澗流泉圖》、《紉香環翠圖》、《蒼石蒲草圖》等作品傳世。